# Танти, Тулси
Тулси Танти (англ. Tulsi Tanti; 2 февраля 1958, Раджкот — 2 октября 2022) — индийский предприниматель, владелец компании Suzlon Energy.

## Биография
Тулси Танти начинал свой бизнес с производства текстиля в штате Гуджарат. В 1990 году Тулси Танти установил на своей фабрике две ветряных турбины. Увидев потенциал ветряной энергетики, Танти в 1995 году основал Suzlon Energy, и постепенно вышел из текстильного бизнеса.
23 сентября 2005 года Suzlon Energy провёл процедуру IPO. Акции были размещены на индийских биржах: Бомбейская фондовая биржа (BSE) и Национальная фондовая биржа Индии (NSE). В результате публичного размещения акций удалось привлечь 15 млрд рупий (около $337 млн). Спрос превысил предложение в 46 раз.
Под контролем Тулси Танти остались 70 % акций Suzlon Energy. Капитализация Suzlon Energy выросла в 2006 году до $10 млрд, и журнал Форбс поставил Тулси Танти на 8 место среди самых богатых индийцев. К 6 октября 2007 года стоимость акций, принадлежащих Т. Танти, выросла до $8,3 млрд.
Жил в городе Пуна.